# Sveriges järnvägshistoria

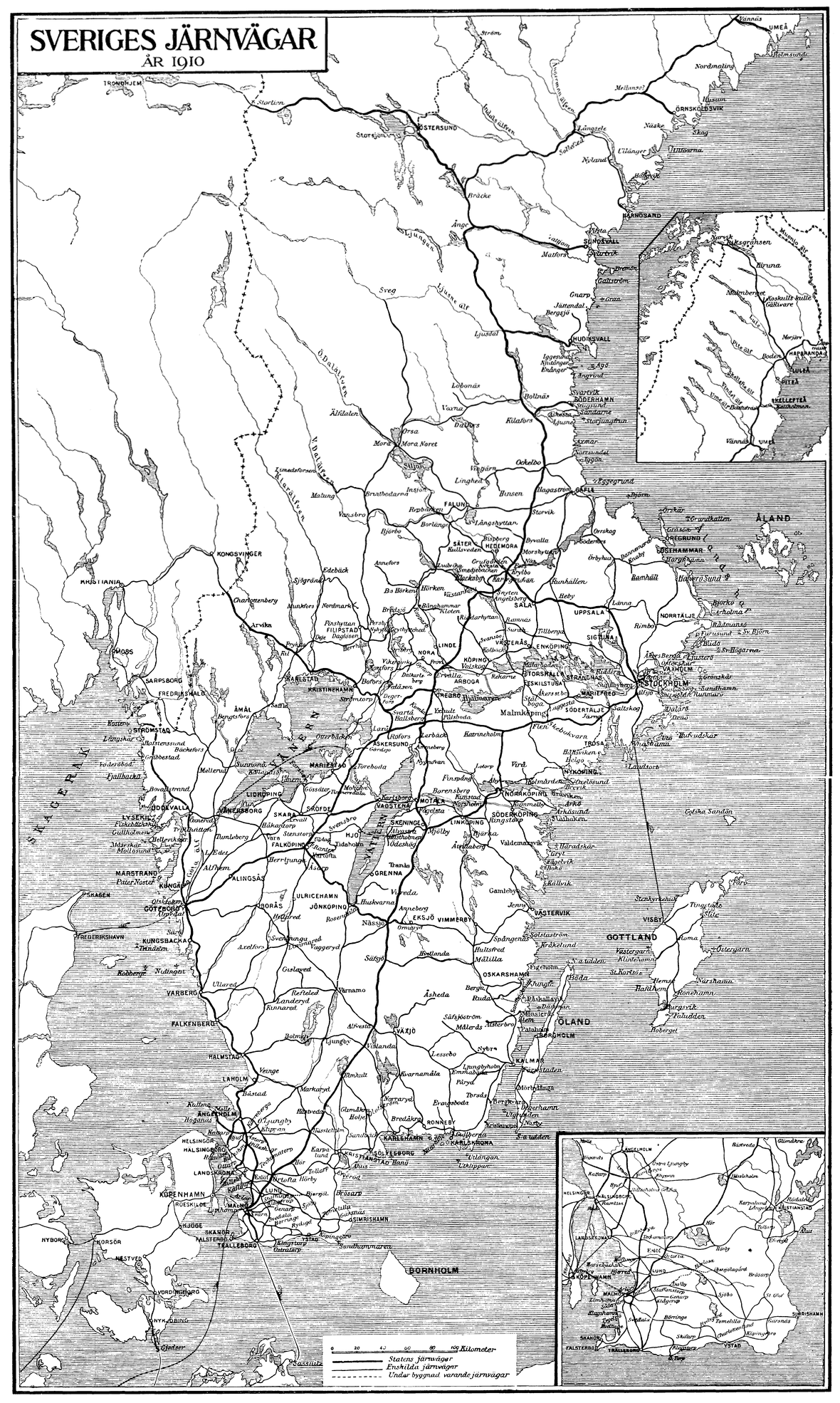
Sveriges järnvägar 1910

Sveriges järnvägshistoria brukar sägas börja 1856, då de tre första järnvägssträckorna som byggdes för att trafikeras med ånglok invigdes.
Stockholm blev förbundet med järnväg till Göteborg 1862 då Västra stambanan öppnades och till Malmö med Södra stambanan 1864. För orterna som fått järnväg, var fördelarna många och genom åren växte ett tätt nät av järnvägar fram i södra Sverige som förband de flesta orter av rang. För vissa viktiga banor var det staten som var huvudman och det var statens järnvägar som sträckte sig ända upp genom Norrland, men i söder var det privata järnvägsaktiebolag som byggde ut näten.
Järnvägsbolagen hade intressenter som ville ha effektiv landtransport, men byggkostnaderna var höga och man använde ibland smalspåriga järnvägar för spara pengar. Småorter växte upp kring järnvägsknutarna och i vissa städer utvecklades en järnvägsgeografi efter gamla befästningar. När bilar kom på 1920-talet var de inget hot mot elektrifierad järnväg som var mer tillförlitlig, men med bättre vägnät på 1950-talet började fler använda bil vilket slog hårt mot järnvägen i Sverige.

## Hästbanor

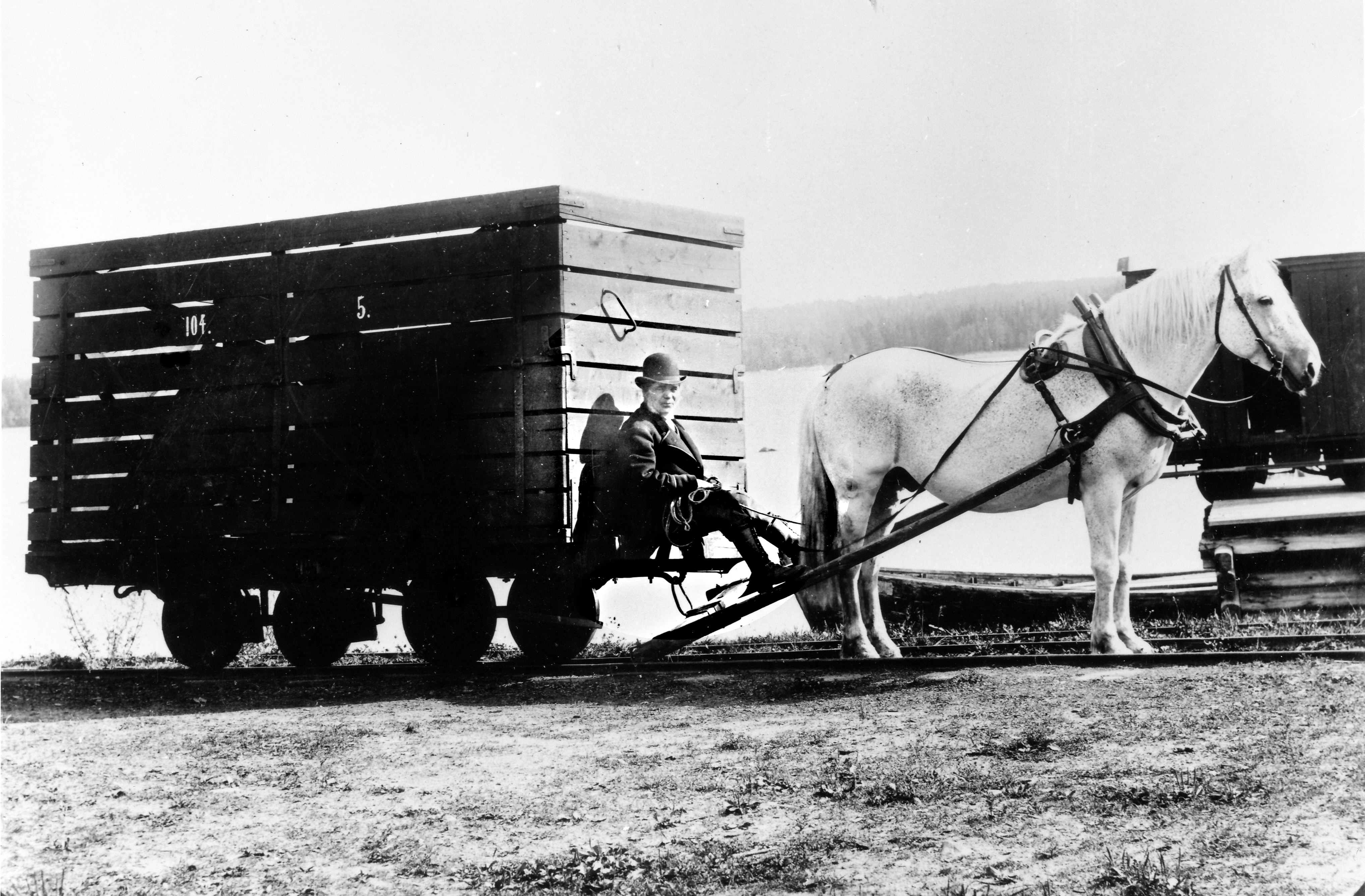
Hästbanan Grycken-Bysjön vid Stjärnsund år 1879

Den första dokumenterade hästbanan ovan jord i Sverige byggdes 1798 mellan Höganäs med sin hamn och gruvorna. Rälsen var av trä och vagnarna drogs av hästar. Redan 1711 fanns det enkla spårbanor i Falu koppargruva. Liknande träbanor byggdes under de följande åren bland annat i Värmland, men det var först 1845 som greve Adolf Eugène von Rosen, de svenska järnvägarnas fader, fick kungligt tillstånd att anlägga järnvägar i Sverige. Av brist på pengar kunde han dock inte förverkliga sin plan. I stället byggde Claes Adelsköld, kallad Sveriges rallarbuse no 1 den första svenska järnvägen för allmän trafik 1849. Det var Frykstabanan i Värmland. Hästar användes som dragkraft de första åren.
År 1850 invigdes sträckan Kristinehamn–Sjöändan. Den var 11 kilometer lång och hade spårvidden 1099 mm. Den sammanband Bergslagskanalen med hamnen i Kristinehamn och använde sig först av hästar som dragkraft, och från 1858 av ånglok. Denna linje var en del av ett transportnätverk med sjöar, kanaler och järnvägar i östra Värmland. (En av dem, Kroppabanan, 1854, 787 mm, 9 km, fick ånglok också, år 1869). En större bana mellan Vänern (Kristinehamn) och Mora anlades och dess första del var klar 1873, varefter de små banorna lades ned.

## Järnvägens födelse
Tanken på järnvägar i Sverige väckte till en början ett brett motstånd. På riddarhuset anmärkte den urkonservative kammarjunkaren Leonhard Fredrik Rääf att det var dårskap att lägga ut skenor på marken. Hur skulle man kunna skydda dem mot stölder från de kringboende, "vilka icke lära uraktlåta tillfället att där hämta sitt järnbehov"? Bland den stora allmänheten fanns i Sverige, liksom utomlands, också en utbredd rädsla för "eldvagnarna", som man hade hört skulle fara fram som drakar och kometer och skulle skrämma livet ur både folk och fä. Man trodde att gästgivarna och forbönderna skulle bli berövade sitt levebröd och hamna på fattighuset.
I bondeståndet frågade sig en ledamot varför svenskar skulle apa efter andra nationer och "följa utlänningens kapriser". Istället borde svenskarna "bedja Gud bevara oss för att träda i dessa nyhetsmakares fotspår" och fokusera på att underhålla och förbättra de vägar som redan fanns. En ledamot från Skåne förklarade att "om det ock går sakta på landsvägen, så går det åtminstone säkert". En småländsk ledamot instämde och tyckte det var otillständigt att "svenska folket skulle skuldsätta sig hos främmande nationer för att få åka fort".
En annan invändning mot järnvägarna var att de skulle locka folk att ge sig ut på bad- och lustresor och alltså bli en svår frestelse för ett så nöjeslystet folk som det svenska.

Då statsutskottet år 1848 tillstyrkte anslag till den första järnvägslinjen i Sverige reserverade sig Rääf med förklaringen att ångkraften förslappar både kroppens och själens förmögenheter och därigenom gör människorna olyckliga: "Låtom oss betrakta de seglande fartyg! Vilken beslutsamhet i omdömet, vilken raskhet och kraft i utförandet inplanteras ej hos deras besättning! Däremot på ett paddlande [syftar på hjulångarna] fartyg: vilken uselhet! En eller par halvstekta gryteldare!" I maskinerna såg Rääf dödsfiender till mänsklighetens lycka, framför allt till arbetarnas.

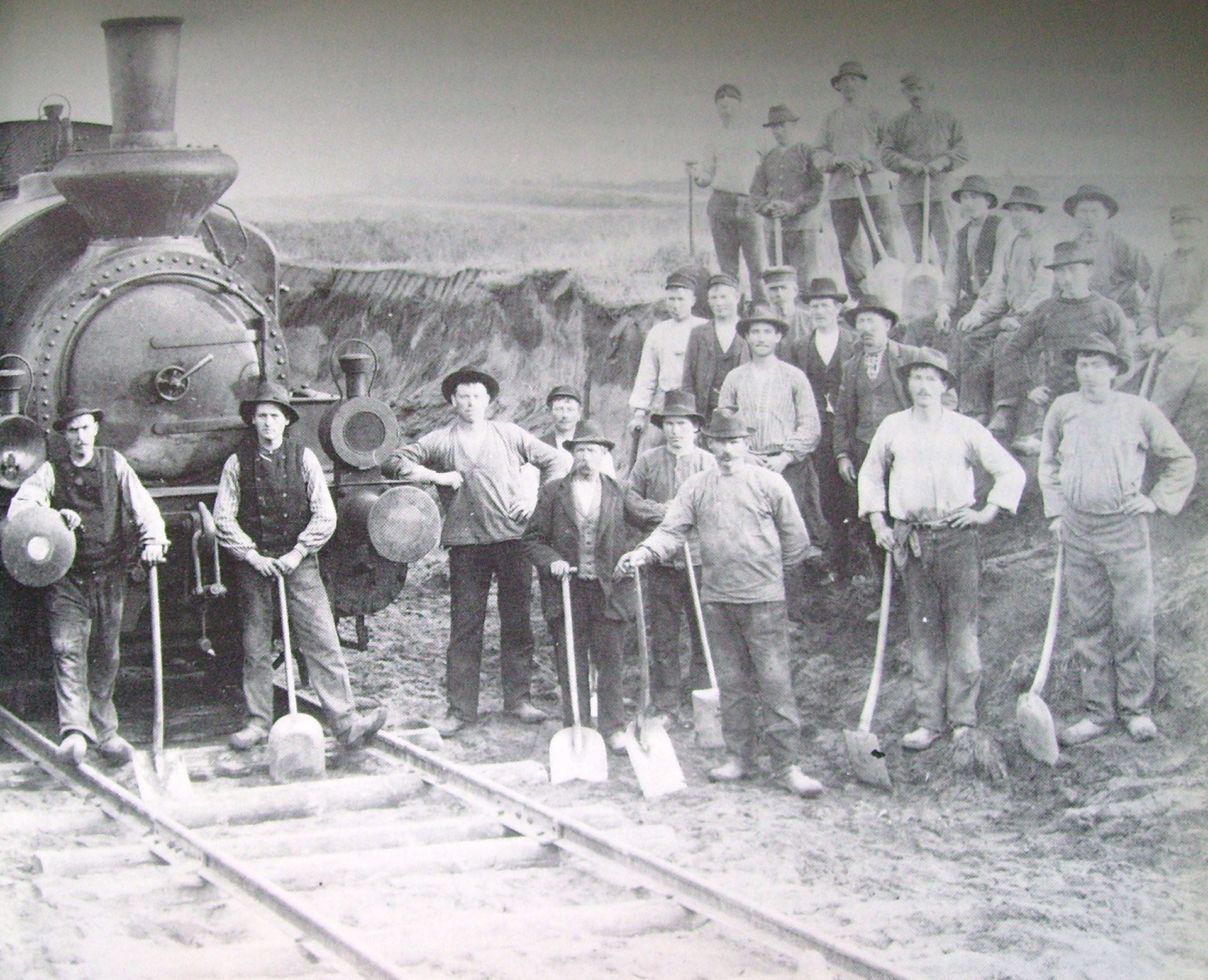
Rallare på järnvägslinjen Sölvesborg–Olofström–Älmhult 1900.

1853 gjordes experiment med ångloket Förstlingen i Eskilstuna och på Norbergs Järnväg. År 1854 beslutade riksdagen att staten skulle bygga stambanor i Sverige, men att bibanorna skulle byggas av privata företag. Till chef för arbetet utsågs 22 januari 1855 överste Nils Ericson. Ericson gick med om att utses till chef mot att få långtgående befogenheter. I en instruktion utfärdad 31 januari 1855 av Kunglig Majestät gavs Ericson full makt och myndighet att ordna över arbetsdetaljer. Första spadtaget togs 30 april vid Skaveryd utmed Västra stambanan samma år.
De första lokjärnvägarna invigdes 1856. 5 mars invigdes Örebro–Nora (privatbanorna Köping–Hults Järnväg och Nora–Ervalla Järnväg). 1 juli påbörjades lokdrift på Frykstabanan som innan dess var hästdragen. 1 december invigdes sträckorna Malmö–Lund (Södra stambanan) och Göteborg–Jonsered (Västra stambanan). Östergötlands första lokomotivdrivna järnväg mellan Bersbo och Åtvidaberg invigdes 1857. Loken döptes till Åtvidaberg och Bersbo. Banan Gävle–Falun (Gävle–Dala Järnväg) färdigställdes 1859. 1 oktober samma år togs Väsman–Barkens Järnväg (mellan Ludvika och Smedjebacken) i drift.
Nils Ericson genomförde vid stambanornas byggande principen att de skulle skapa företagsamhet och rörelse, alltså inte dras fram genom trakter som redan hade utvecklad rörelse. Enligt denna regel skulle stambanorna hålla sig ifrån de stora vägarna, från kusten och vattenlederna men korsa de senare. I kust- och strandbygderna var det just tillgången på kommunikationsmedel som hade framkallat bättre odling och talrikare befolkning. Här behövdes alltså inte järnvägarnas hjälp. Men i efterblivna bygder skulle dessa kunna locka fram en lika hög utveckling som vattenlederna på sitt håll. Det är denna princip som Ericsons motståndare hånande kallade en "panisk skräck för vattenleder och städer". Det är också detta i förening med hänsyn till kostnader och trafiksnabbhet som förklarar att de fyra äldsta stambanorna – frånsett ändpunkterna – berörde endast 8 av Sveriges dåvarande 94 städer.
Hela Västra stambanan, Stockholm–Göteborg, blev helt färdig 8 november 1862. Restiden var 14 timmar med snälltåg, som då hade premiär. Hela Södra stambanan invigdes 1 december 1864. Samtidigt snabbades snälltågen Stockholm–Göteborg upp och restiden snittade då 11 timmar 23 minuter. Sydgående tåg mot Malmö körde sträckan i 17 timmar 44 minuter. Satt i förhållande till den tidens vanligaste färdsätt, som för välbärgat folk var hästskjuts, som tog 8 resdagar och 37 hästbyten, så revolutionerade järnvägen det långväga resandet.
Norrgående tåg på Södra stambanan övernattade dock i Jönköping och avverkade sträckan på 27,5 timmar. Från och med 12 februari 1865 infördes olika hastigheter för tåg vinter- respektive sommartid. 1866 öppnas både första delen av Norra stambanan, mellan Stockholm och Uppsala, och Uddevalla–Vänersborg–Herrljunga Järnväg för allmän trafik.
Förutom banorna utvecklades även den rullande materielen. Ånguppvärmning började införas i personvagnar 1871, och 1872 kom Statens Järnvägars första personvagnar med genomgångsmöjlighet. Nattåg lanserades 1873. 1879 infördes samma tid vid alla järnvägsstationer, svensk normaltid. 1883 kom vakuumbromsen i persontågen. Godstågen var fortfarande handbromsade. 1882 invigdes Mittbanan som med sina 600,77 m.ö.h. är den högst belägna järnvägen i Sverige.

## Ånglokens storhetstid
1893 öppnades trafiken på Saltsjöbanan, mellan Fåfängan/Tegelviken och Saltsjöbaden. Längre norrut blev Norra stambanan färdig till Boden 1894. Där knöts den samman med Malmbanan Luleå–Gällivare, som hade byggts på 1880-talet av ett engelskt bolag och köpts av Statens Järnvägar 1891. 1895 öppnades tågfärjeleden Malmö–Köpenhamn. 1896 övergavs antikustprincipen av staten vid järnvägsbyggande vilket dittills hade varit den rådande principen. Detta ledde bland annat till att Ostkustbanan längs Norrlands kust kunde få förlängas från Gävle och norrut, att en västkustbana mellan Göteborg och Oslo började byggas med mera.
1886 började Statens Järnvägar köra med sovvagnar, till att börja med endast för 1:a klass- och 2:a klass-resenärer. Boggivagnarna introducerades av Statens Järnvägar 1891. 1892 öppnades den första tågfärjeförbindelsen med utlandet (Helsingborg–Helsingör). Utvecklingen gick vidare runt sekelskiftet. 1897 började de första svenska restaurangvagnarna att användas på linjen Uppsala–Gävle. Senare samma år kom de också på Statens Järnvägar. 1903 invigdes Malmbanan Gällivare–Riksgränsen–Narvik, och 1905 började Statens Järnvägar provköra med sina första ellok. Proven skedde runt Stockholm. 1906 tillkom A-loket, som var det första stora snälltågsloket och det första vid Statens Järnvägar med överhettare.
Sveriges första ställverk togs i bruk 1888 på Väsby station. Den största tillåtna hastigheten på huvudlinjerna höjdes 1907 till 90 km/h efter att tidigare varit 85 km/h sommartid och 75 km/h vintertid. Under 1930-talet kom högre hastigheter att tillåtas, först 100 km/h med ånglok hos Bergslagernas Järnvägar 1931 och sedan 110 km/h med motorvagnar hos Halmstad–Nässjö Järnvägar 1938. Kungsleden, färjeleden mellan Trelleborg och Sassnitz, fick tågfärjor 1909 – den första tågfärjeförbindelsen med Tyskland. Statens Järnvägar gav sig också in på bussmarknaden, med den första linjen 1911 mellan Tanums station och Grebbestad.
Runt 1910-talets början var det en önskan inom SJ att dra ned på driftskostnader, inklusive den för importerat kol. För längre sträckor med kraftigare trafikflöden ansågs eldrift lämplig. Andra sträckor med lägre trafikunderlag ansågs behöva andra framdrivningsformer. Till detta ändamål levererades 1912 två dieselmotorvagnar med dieselelektrisk framdrivning, sannolikt de första sådana i världen. Ett flertal dieselelektriska motorvagnar beställdes huvudsakligen av svenska enskilda järnvägar. 1914 tillkom F-loket som var Sveriges största ånglok. Järnvägsolyckan i Getå, Nordens dittills största järnvägsolycka, inträffade 1 oktober 1918. Officiellt omkom 41 personer i olyckan, men det är troligt att minst 42 miste livet.
1919 beslöt riksdagen att tryckluftsbroms skulle införas vid Statens Järnvägar, vilket genomfördes 1920–1927. Landsvägsbusstrafikens utveckling under 1920-talet gav upphov till rälsbussar, rälsgående bussar. Till skillnad från motorvagnar var dessa lättviktsfordon med säregna kopplingsanordningar. Först ut med rälsbussar var enskilda järnvägar, bland andra Uddevalla–Vänersborg–Herrljunga Järnväg som skaffade en rälsbuss 1922. SJ beställde 1932 en rälsbuss på prov. Efter goda erfarenheter med detta fordon beställdes flera rälsbussar för drift på trafiksvaga linjer. 1924 började elektrisk uppvärmning införas i personvagnar. 1927 infördes 24-timmarsräkningen vid de svenska järnvägarna. 1929 började Statens Järnvägar bygga personvagnar med vagnskorg av stål, och 1932 rälsbussar. 1937 slutfördes bygget av Inlandsbanan, det sista stora järnvägsbygget i Sverige innan 1990-talet. Året därpå nådde järnvägsnätet sin största utbredning med 16 886 kilometer spår.  1940 började en lokaltågsvagn av ny modell för pendeltågstrafik, främst runt Stockholm, levereras, och 1941 kom en personvagnstyp för snälltåg med självbärade vagnskorg.

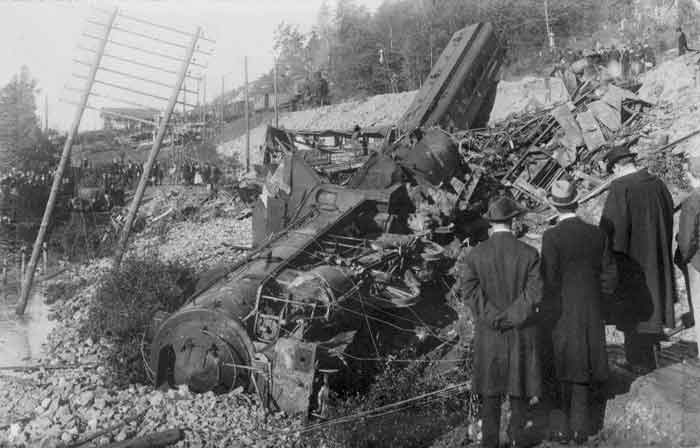
Järnvägsolyckan i Getå 1918.
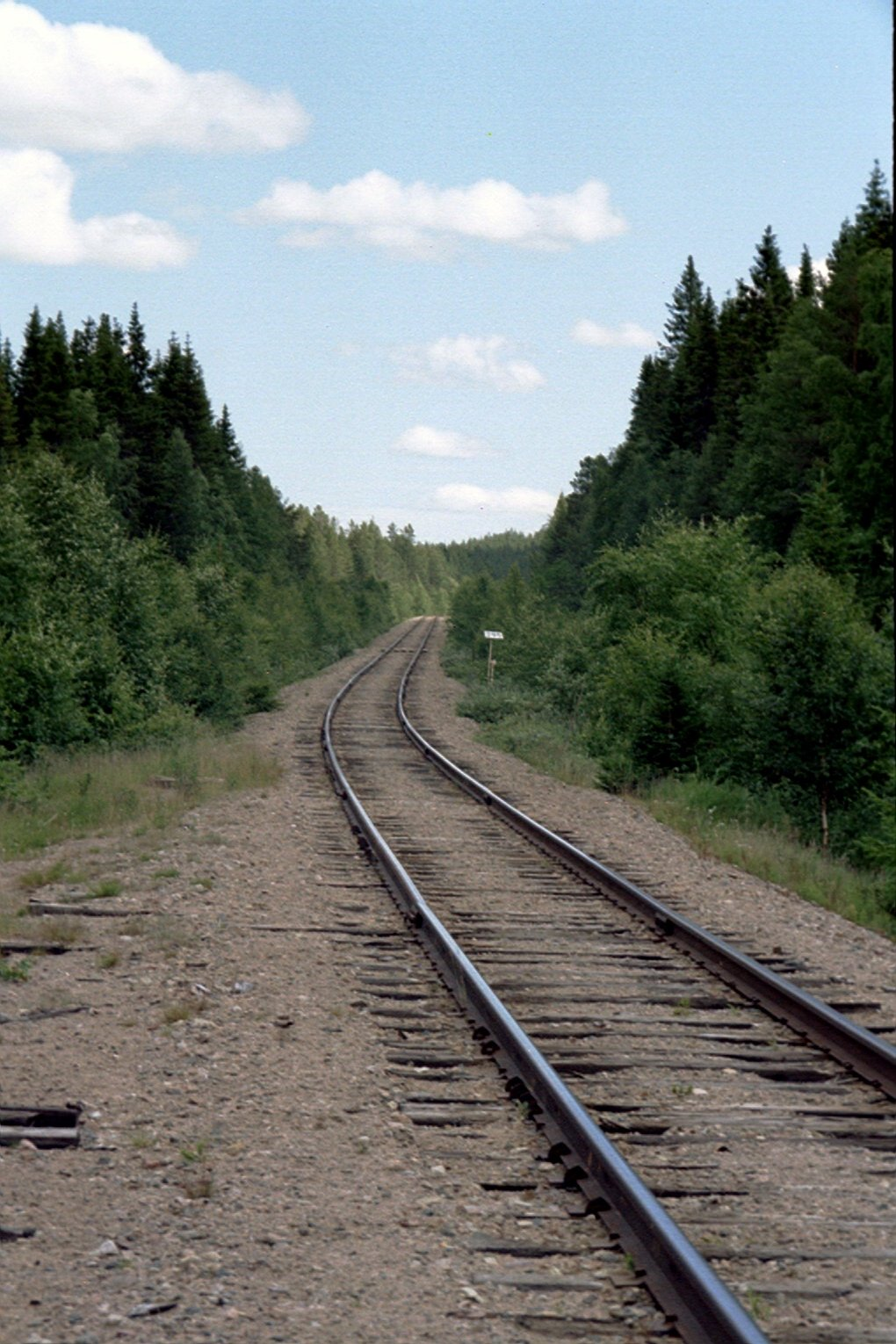
Inlandsbanan.
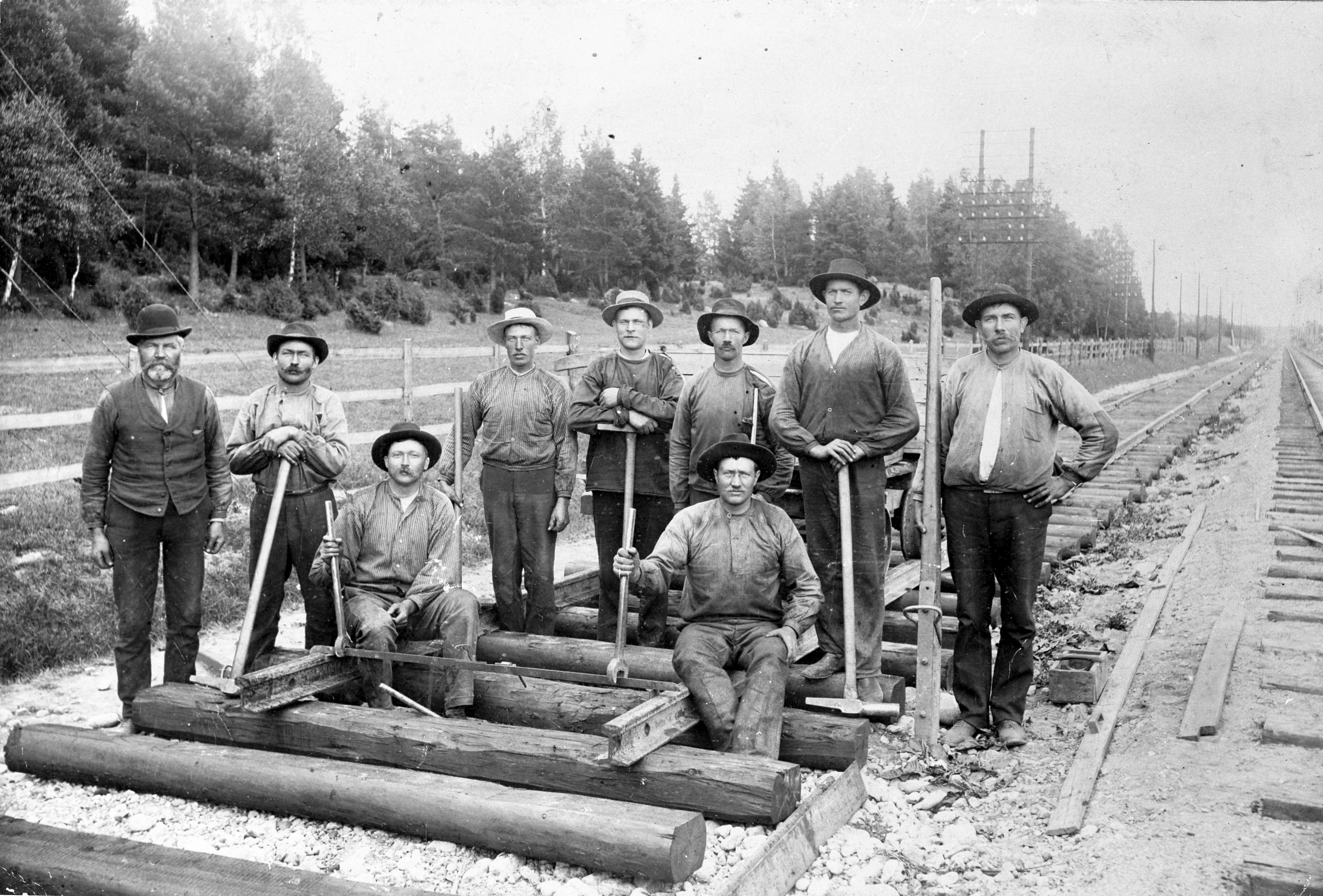
Arbete på Ostkustbanan, dubbelspår mellan Stockholm och Uppsala vid Alsike. Cirka 1900.

### Elektrifiering
Den första eldrivna järnvägen i Sverige var en cirkelrund bana på Chalmers gård i Göteborg. Denna anlades i samband med Sveriges första elektriska utställning 1885 och körde i fem veckor. 1890 togs elektrisk drift i bruk vid Boxholms AB på ett smalspårigt nät mellan bruket och stationen. Lönnabanan, som den kallades, användes till 1966 då den ersattes med truckar. Ett av loken finns idag att beskåda vid Boxholms bruksmuseum. Den 15 maj 1895 blev Djursholmsbanan mellan Djursholm norr om Stockholm och Stockholms innerstad den första svenska elektriska järnvägen för allmän persontrafik. Bakgrunden till Djursholmsbanans elektrifiering ligger i att Stockholms stad vägrade koncession för att anlägga en bana mot Engelbrektsplan om inte denna var eldriven. En ångspårvagn hade införts 1887 i arbetarförorten Södermalm i Stockholm. Ångtåg på Östermalms gator var dock inte önskvärda på grund av kolrökens nedsmutsning. Resten av Roslagsbanan kom sedan att elektrifierades i etapper.
1901 började elektriska spårvagnar gå i Sverige. SJ beviljades 1904 anslag för att prova eldrift. Proven pågick 1905–1908 på sträckorna Stockholm–Tomteboda–Järva och Tomteboda–Värtan. Riksdagen beslutade 1910 att elektrifiera bansträckan Kiruna–Riksgränsen och att anlägga ett vattenkraftverk i Porjus. Eldrift på sträckan inleddes 1915. Hela Malmbanan var elektrifierad 1923. Västra stambanan mellan Stockholm och Göteborg var färdigelektrifierad den 15 maj 1926. I samband med Västra stambanans elektrifiering togs en ny loktyp, D-lok, fram. D-lok tillverkades i 333 exemplar och förblev Sveriges vanligaste loktyp fram till 1978. Den stora elektrifieringen av SJ:s stambanor utfördes under 1920- och 1930-talen. Stockholm–Malmö var elektrifierad den 1 oktober 1933 och Malmö–Göteborg den 6 oktober 1936. 1942 kunde man resa med eltåg hela vägen Trelleborg–Riksgränsen (2022 km), då världens längsta sammanhängande elektrifierade linje.

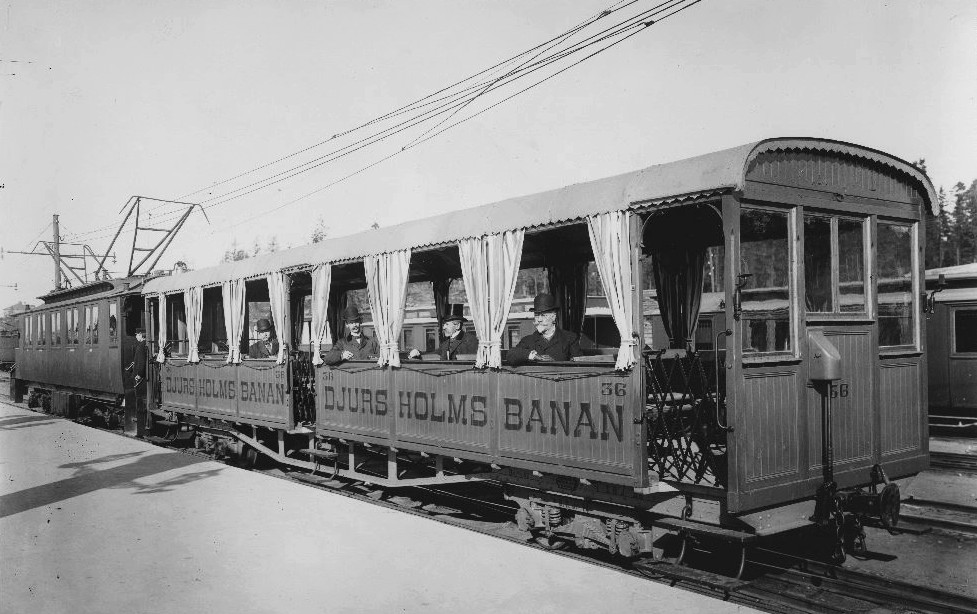
Ett eltåg på Djursholmsbanan, cirka 1890-talet.
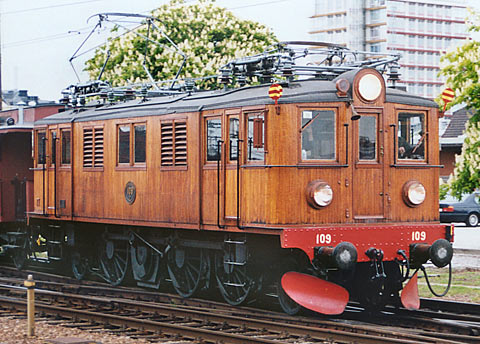
D-lok.
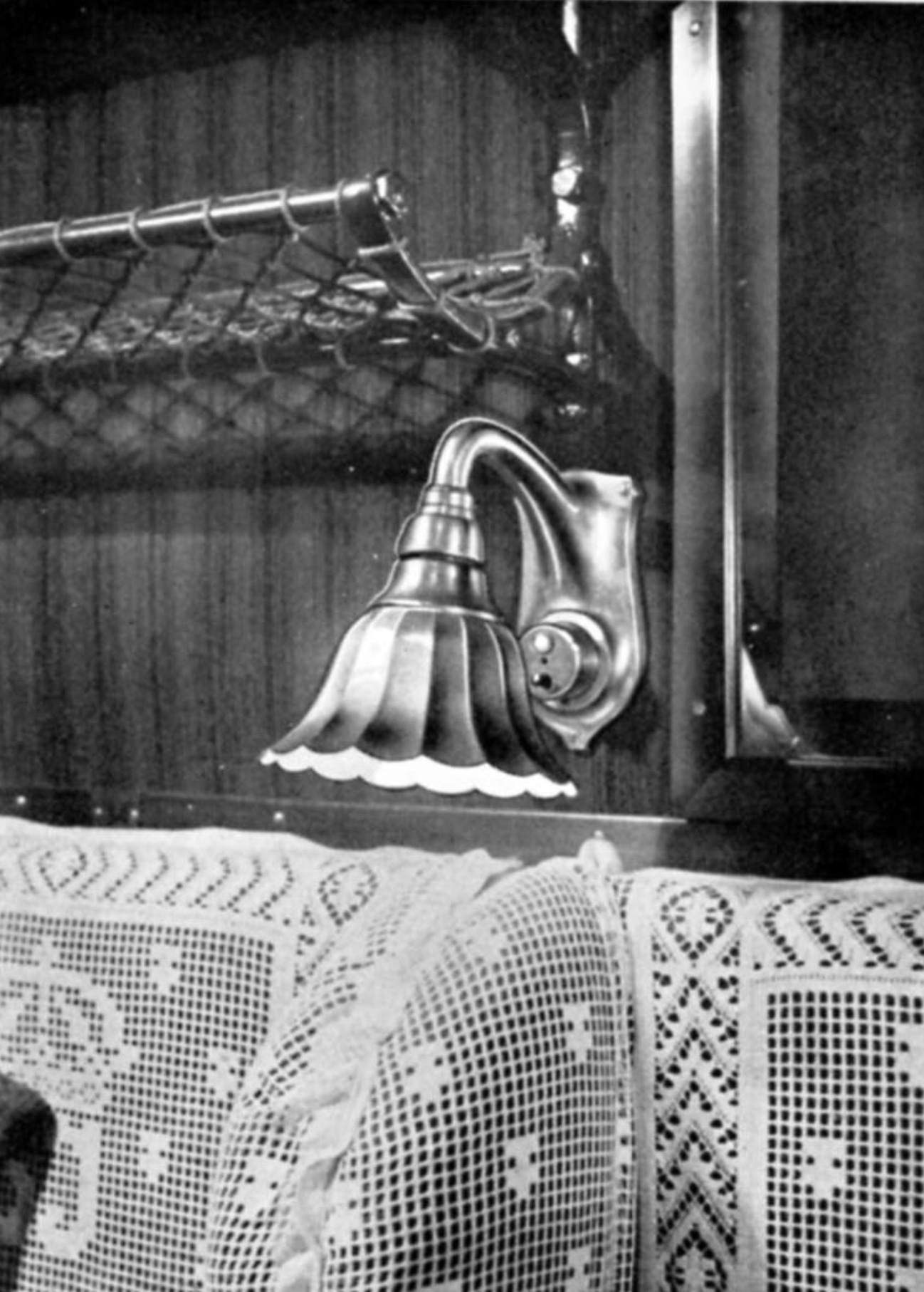
Elektrisk belysningsarmatur, cirka 1933.

## Folkhemmets järnväg
Enligt 1850-talets principer byggdes stambanor av staten och bibanor (sidobanor) av enskilda järnvägsbolag. Ungefär två tredjedelar av längden av det svenska järnvägsnätet blev därigenom enskild järnväg. Av olika skäl förstatligades efter hand några linjer, först av dessa var linjen Hallsberg-Motala-Mjölby där bolaget kommit på obestånd. Banan blev statlig 1879. I Norrland övertog staten några kortare banor i samband med tillkomsten av stambanan och dess sidolinjer till kusten.
1890 förstatligades järnvägen Luleå-Gällivare, främst av politiska och militära skäl. I samband med bygget av Inlandsbanan avstod staten från att bygga den sydligaste delen, söder om Sveg, och köpte de befintliga enskilda banorna mellan Sveg och Mora samt Mora-Vänerns järnväg (till Kristinehamn).
I södra Sverige övertog staten enligt riksdagsbeslut 1895 de linjer som byggts av fem järnvägsbolag och tillsammans utgjorde Västkustbanan Malmö/Landskrona/Helsingborg-Göteborg.
Ett tidigt förslag i riksdagen om utredning av frågan om statligt övertagande av enskilda banor lades fram 1916, men avslogs. Järnvägsstyrelsen (SJ) förordade 1918 övertagande av större enskilda banor. En statlig kommitté tillsattes 1918, men lades ned 1922.

### Fusioner av enskilda banor
Två utredare lämnade 1923 och 1925 förslag. Av dessa gällde Sven Norrmans förslag (1923) gruppvis fusion av enskilda banor. Konkret föreslog han tolv nya regionala järnvägsbolag  (de motsvarar delvis de länstrafikbolag som senare bildats för persontrafiken, men omfattade trafikmässigt sammanhållna linjegrupper som inte klipps av vid länsgränser). Fusionstanken togs upp vid järnvägs- och automobilkonferensen i Stockholm 1927, och kommunikationsminister Carl Meurling tillsatte järnvägsfusionssakkunniga. Dessa föreslog att de enskilda banorna i Skåne skulle fusioneras till tre. Detta blev inte av.

### Trafiksvaga banor
Under 1920-talet växte biltrafiken och järnvägsbolagen fick generellt försämrad ekonomi. Många kunde inte betala på de statliga lån de erhållit. 1931 började nya regler för godssamtrafik (mellan SJ och andra banor) gälla, till fördel för SJ som kunde leda godstrafiken över egna linjer oavsett om det därmed blev betydligt längre. 1927 till 1931 tillkom flera fall där enskilda järnvägsbolag kommit på obestånd och begärde att skuld till staten skulle skrivas ned eller att staten skulle lösa in banorna för att förhindra nedläggning. Några sådana övertaganden skedde också (23 banor mellan 1920 och 1940). Det största övertagandet skedde 1933 av järnvägarna Uppsala-Gävle (UGJ) och dåvarande Ostkustbanan (OKB) Gävle-Sundsvall-Härnösand, tillsammans 447 km. De enskilda järnvägarnas samarbetsorgan Svenska järnvägsföreningen var emot ett förstatligande men förordade gruppvisa fusioner.

### Allmänt förstatligande
1933 föreslogs i riksdagsmotioner (av Albert Forslund och Ernst Eriksson, båda med järnvägsbakgrund)  ett förstatligande av hela järnvägsnätet. 1936 tillsattes en utredning (kommission) mot bakgrund av riksdagens uttalande om "normalspårsnätet under enhetlig ledning". Denna fann att vid de enskilda banorna skulle 2 000 tjänster kunna dras in eller 16 procent av samtliga men besparingen i kronor skulle stanna vid 8 procent eftersom ett förstatligande skulle leda till högre löner vid förstatligade banor. Tre av de större enskilda banorna var emot förslaget om förstatligande. Av dessa framhöll Grängesberg-Oxelösunds järnvägar (TGO) att banan var integrerad med företagets malmbrytning och malmtransporter. Härpå följde 1936 års järnvägskommitté med Henning Leo som ordförande. Den lämnade sitt betänkande i oktober 1938 och föreslog ett totalt förstatligande (dvs. även av smalspårsbanor).
Under 1937 hade järnvägsstyrelsen (SJ) intagit en mer positiv inställning till att ta över banor med ekonomiskt underskott i SJ-nätet, för ett angeläget enhetliggörande av landets järnvägsnät. Härefter följde övertagande av banor som Sala-Gysinge-Gävle (SGGJ), Uppsala-Enköping (UEJ) och Östra Centralbanan (ÖCB) med flera. I Skåne övertog staten aktierna i några banor som drevs vidare som statliga järnvägsbolag.
Efter 1938 års betänkande följde proposition till riksdagen och riksdagens beslut den 17 maj 1938 som med stor majoritet innebar ett ja till förstatligande. Detta genomfördes genom frivilliga överenskommelser om att staten löste in aktierna i bolagen, vilket skedde 1940–1952 för sammanlagt 7 439 km. Roslagsbanan förvärvades 1 juli 1951 genom aktieköp men såldes 1 maj 1972 till AB Storstockholms Lokaltrafik (SL). Banor som inte förstatligades var Grängesberg-Oxelösund (senare förstatligad), Nora Bergslags Järnväg (NBJ) och Saltsjöbanan och smalspåriga Nordmark-Klarälvens järnväg (NKlJ).
Av SJ:s banlängd år 1974 var 6 082 km före detta enskilda, av totalt 11 361 km.

## Efterkrigstiden
Efter andra världskriget ökades hastigheten på järnvägarna. Alvesta–Eslöv blev först i Sverige med hastighetsgränsen 120 km/h 1946. Den högre hastighetsgränsen infördes efter upprustning av banan. Två elmotorvagnståg littera X8 levererades 1947 till Bergslagernas Järnvägar. X8 byggdes för 115 km/h men körde i 100 km/h på grund av banan. Den ena X8:an började 1 april samma år i tjänst som GDG-Expressen Göteborg–Falun–Gävle. Den sänkte restiden med cirka 2,5 timmar till 7 timmar 15 minuter och blev en stor framgång. X8 blev Sveriges första motorvagnståg för fjärrtrafik. Liknande tåg, littera X5, anpassade för 135 km/h levererades 1948 till SJ. Samma år började delar av Västra stambanan rustas för 130 km/h. SJ satte in X5:orna i bland andra Göteborgaren (Stockholm–Skövde–Göteborg) från september 1948. Motorvagnstågen körde sträckan i 4 timmar 50 minuter, 2 timmar fortare än loktågen, och blev Sveriges snabbaste tåg på helsträcka.
Rälsbusstrafiken utökades kraftigt efter kriget. Vid det här laget gick alla nylevererade rälsbussar på diesel. En elrälsbuss byggdes 1948 av ASEA och ASJ. Rälsbussen provkördes i trafik och efter gott utfall togs ett beslut att 30 stycken beställda dieselrälsbussar skulle istället levereras som elrälsbussar. 1949 kom Statens Järnvägars första stora diesellok. Det var två växellok littera V1 tillverkade i England. Det var på 1950-talet då SJ var som störst med fler än 70 000 anställda. En luftkonditionerad restaurangvagn kom 1953. De första Rapidloken för expresståg, littera Ra, kom 1955. 10 juni samma år infördes Statens Järnvägars första sträcka med fjärrblockering, sträckan Ånge–Bräcke. Redan 1938 fanns dock ett liknande system på den privata Saltsjöbanan.
Gamla 1:a klass slopades 1956 i Sverige, förutom i sovvagnar. 3:e klass-vagnar ommärktes till 2:a klass och 2:a klass-vagnar till 1:a klass. 1958 var dubbelspåret mellan Stockholm och Göteborg klart, och 1959 kom de elektriska expresstågen paprikatågen, som kallades så eftersom de var klarröda. Snäll- och expresstågen fick nya bekväma sittvagnar 1960, med nya övergångar mellan vagnarna och nya boggier, och 1962 kom Rb-loken, en förserie till de berömda Rc-loken. 1964 invigdes dubbelspåret Katrineholm–Malmö och en ny malmbana Kiruna–Svappavaara (40 km). 1966 kom ett nytt dieselmotorvagnståg littera Y3. 1967 levererades det första Rc-loket.
Hörjelöverenskommelsen slöts i december 1964 mellan Stockholms läns landsting, Stockholms stad och regeringen. Bland syftena med överenskommelsen var att samordna och utöka kollektivtrafiken i Stockholms län. För detta ändamål bildades Storstockholms Lokaltrafik, Sveriges första länstrafikbolag. Som en del av satsningen avtalades det 1966 att införa pendeltågstrafik på sträckorna Märsta–Södertälje (med start våren 1968) och Kungsängen–Västerhaninge (med start våren 1970). Med erfarenhet från provkörning av X6-tåg beställdes 1966 90 stycken tvåvagnståg littera X1. Den första X1:an levererades 1967 och totalt beställdes 104 stycken tvåvagnståg.

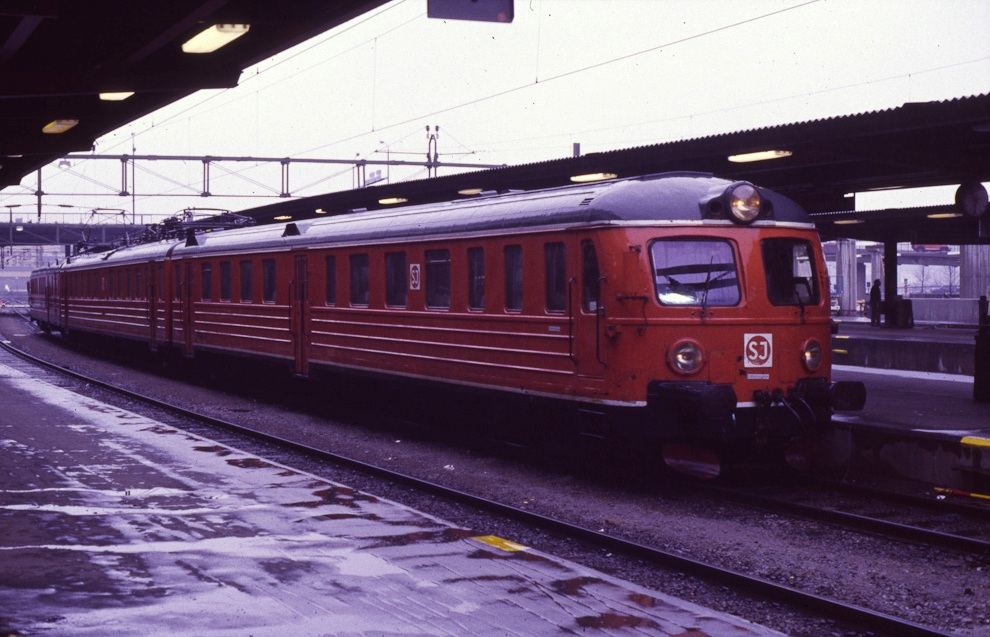
X5-tåg på Stockholm C 1985.
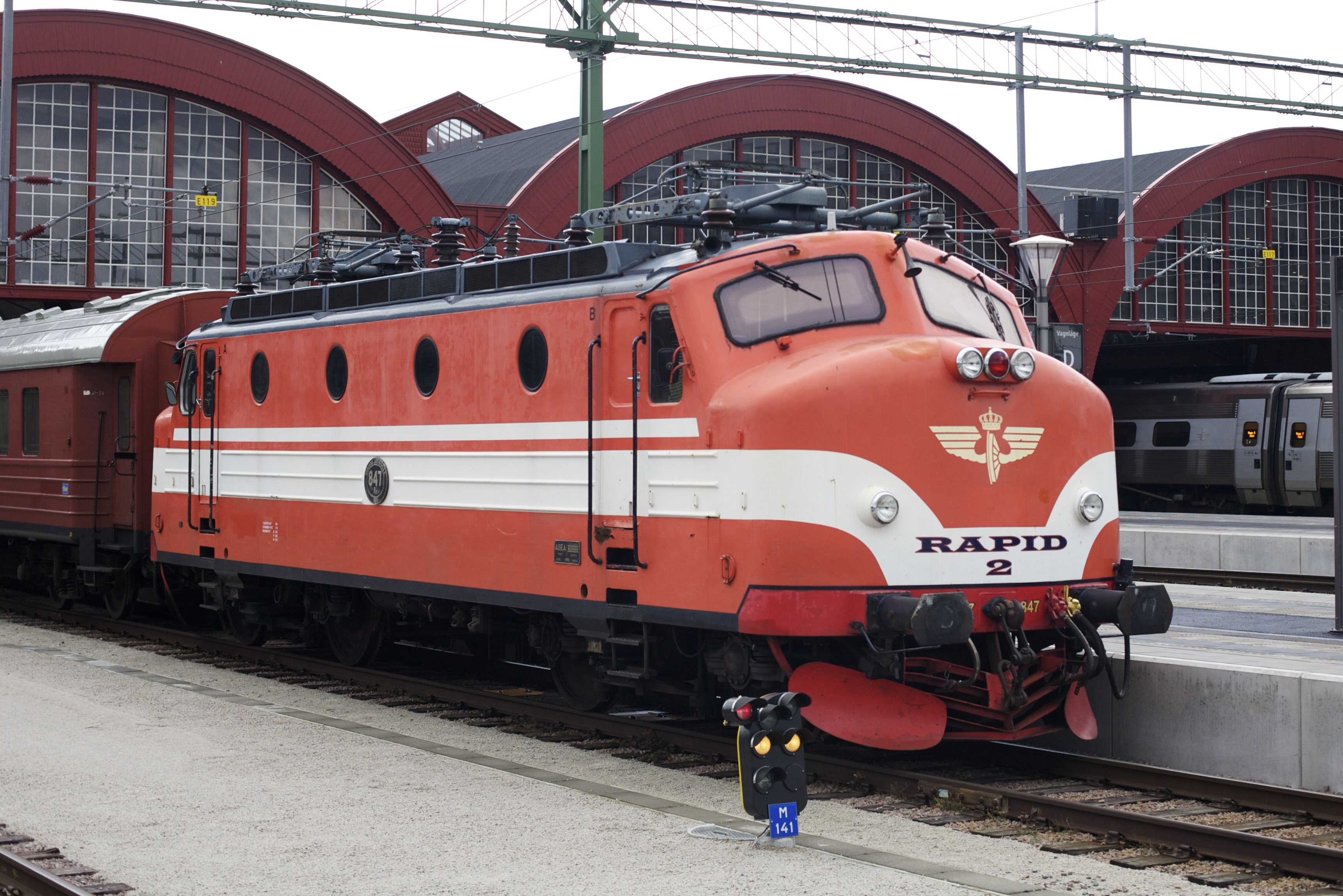
Rapidlok på Malmö C 2011.
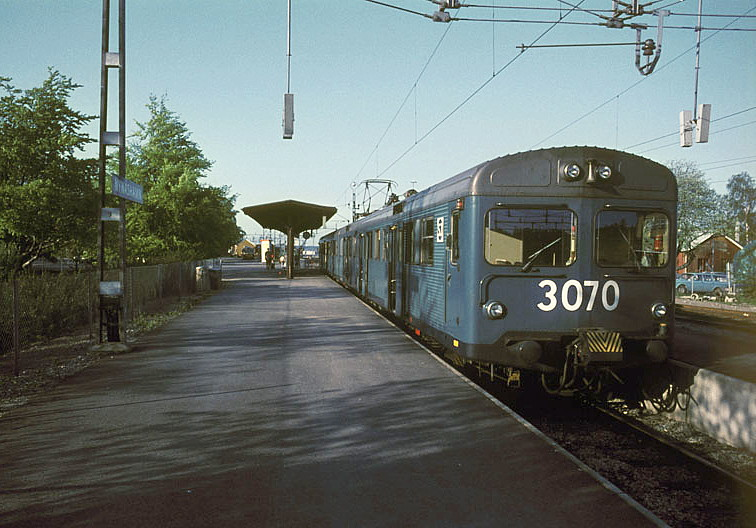
X1-tåg på Nynäshamn 1975.

## Mot sekelskiftet i rekordfart
1970 började Rc-lok för 160 km/h levereras, och 1972 togs Statens Järnvägars sista ånglok ur reguljär tjänst. Det beslutades 1969 att ett X1-tåg skulle byggas om för att prova korglutning. Vid provkörningarna 1970 uppdagades ett flertal problem och brister och nya provkörningar dröjde till 1975. När provkörningarna återupptogs skedde dessa med ett nytt tåg, betecknat X15. I samband med dessa sattes samma år ett svenskt hastighetsrekord på räls, 238,4 km/h med provtåget mellan Finnerödja och Töreboda. 1978 öppnades sträckan Borlänge–Mora för elektrisk drift, och 1979 inleddes Statens Järnvägars lågprissatsning. Mot slutet av 1970-talet uppstod ett behov av att ersätta lokaltågen i Göteborg och Skåne. SJ ingick 1978 avtal med Sydvästra Skånes kommunalförbund och året därpå med Nordvästra Skånes kommunalförbund om anskaffning av nya motorvagnståg. Tågtypen blev X10, en elmotorvagnståg på två vagnar som i grunden är en moderniserad X1:a. X10 och dess efterföljare, X12 och X14, tillverkades i sammanlagt 137 exemplar.
Leveranser av Rc-lok fortsatte under 1980-talet, med 111 stycken 1981–1988. Sammanlagt tillverkades 366 Rc-lok i flera varianter anpassade för persontrafik, godstrafik och även malmtåg. Detta gjorde Rc-loken till Sveriges vanligaste lok. Södra stambanans högsta bro, 20 meter över Höje å mellan Malmö och Lund, byttes 1982. 1983 startade City-Express på linjerna Stockholm–Göteborg och Stockholm–Karlstad, och 1988 infördes sovvagn med dusch i kupéerna. Samma år delades Statens Järnvägar upp i en trafikdel som fortfarande kallades Statens Järnvägar och Banverket, som fick ansvar för bananläggningarna. Från och med 1990 fick de regionala trafikhuvudmännen rätten att upphandla tågtrafik.
Samtidigt som dessa trafiksatsningar genomfördes under efterkrigstiden lades många mindre trafiksvagare banor ned och revs upp. Framförallt har alla smalspårsbanorna lagts ned en efter en utom de fåtal som klarat sig undan och blivit breddade till normalspår, det lysande undantaget är dock Roslagsbanan. Orsakerna har varit skiftande till att nedläggningarna har genomförts, allt från minskat antal passagerare till att järnvägen varit i vägen för andra satsningar eller för något annat mål. Denna nedläggningsutveckling påbörjades strax före andra världskrigets utbrott (bland annat nedläggning av linjen Lund–Bjärred våren 1939), stannade av under kriget, accelererade på 1950-talet, nådde en topp kring 1965, gick sedan nedåt för att nå en ny nedläggningsvåg i mitten och slutet av 1980-talet. Det som då hände var att många järnvägar med nästan eller enbart persontrafik klassificerades om till "länsjärnvägar", i samband med länstrafikbolagsreformen vilket innebar dödsstöten för somliga banor, särskilt smalspårsbanor, som gick igenom områden landstingen inte var intresserade av att bedriva tågtrafik, till exempel Västergötland som hade ett omfattande smalspårsnät ändå in på 1980-talet då stora delar av nätet lades ned till förmån för buss, och för andra blev det räddningen från en nedläggning åtminstone för ett antal år framåt eller stora satsningar på lokal och regional tågtrafik, såsom det nu väl utvecklade Pågatågen som startade 1983. Även in på 2000-talet finns flera banor som är hotade av nedläggning, till exempel sträckan Berga-Oskarshamn som haft persontrafik -2005, 2011-2019, Karlsborgsbanan som lades ned  delvis 2005 och hela sträckan 2018 och Lysekilsbanan, där underhållet upphört i december 2018 men banan ännu inte blivit formellt nedlagd. De regionala kollektivtrafikmyndigheternas intresse för järnvägstrafik har dock ökat och vissa orter har återfått persontrafiken efter flera decenniers uppehåll till exempel Lomma i december 2020 och Haparanda i april 2021.
1990-talet innebar något av en pånyttfödelse för de svenska järnvägarna. Nya banor byggdes, oftast som ersättning för äldre. Snabbtåget X 2000 sattes i trafik den 4 september 1990 på linjen Stockholm–Göteborg med en restid på 3 timmar 55 minuter. Den 6 mars 1995 sattes X 2000 i på linjen Stockholm–Malmö, den 8 januari 1996 också Göteborg–Malmö. X 2000 satte också ett nytt hastighetsrekord 21 juli 1993, 276,3 km/h mellan Hamra och Torebo. Ett år tidigare hade bygget av Hallandsåstunneln genom Hallandsåsen påbörjats. 1995 öppnades Grödingebanan för trafik. Den 9 juni 1997 invigdes Svealandsbanan. Banan innebar en nybyggnad mellan Södertälje och Eskilstuna samt en upprustning av befintlig bana mellan Eskilstuna och Valskog. Tågets marknadsandel ökade från 6 till 30 procent. Arlandabanan invigdes 24 november 1999. Öresundsbron invigdes 1 juli 2000, och gjorde det svensk-norska normalspårsnätet till en del av det kontinentaleuropeiska. Trafikstart på sträckan Malmö centralstation–Københavns Hovedbanegård skedde dygnet därpå. För trafiken beställdes 27 augusti 1997 27 stycken (varav 17 till danska DSB och 10 till SJ) tåg littera X31 från Adtranz. Tågen var konkurrenskraftiga mot såväl bussar som båtar så att dessa övriga trafikslag kom att inneha en marginell betydelse för resandet. Ett ständigt ökande trafikbehov, under de första tio åren fördubblades antalet resande till över 10 miljoner, gjorde att totalt 111 stycken X31 beställdes.

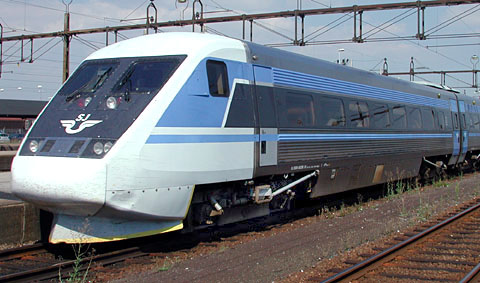
X 2000 i originalfärg.
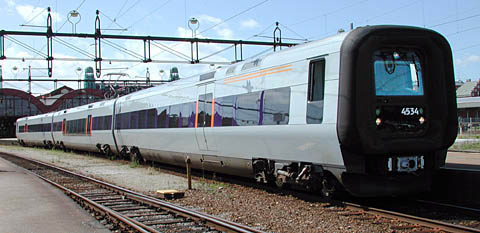
Ett Öresundståg av typen X31.
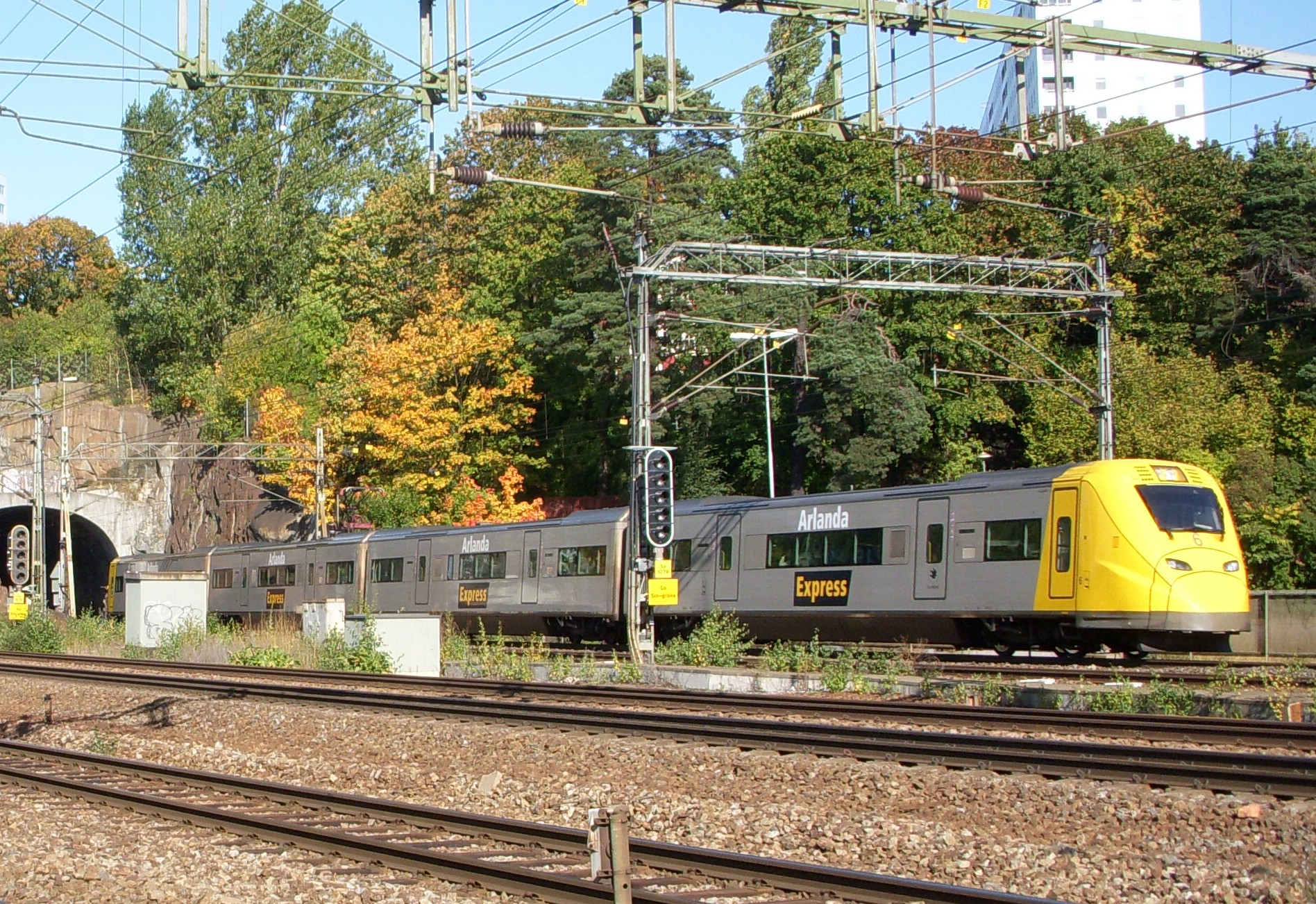
Arlanda Express trafikerar Arlandabanan.

## En friare marknad
Statens Järnvägar delades och bolagiserades 2001. Persontrafiken övertogs av SJ AB, och godstrafiken av Green Cargo. Bannätet hade redan 1988 övertagits av Banverket som senare gått upp i Trafikverket. 1990-talets avreglering och privatisering fick som följd att  trafikutövare inte ville göra långsiktiga satsningar på nya tågtyper då deras framtida trafikuppbord var osäkert. Tågtillverkaren Adtranz bildade därför Transitio tillsammans med Västmanlands lokaltrafik för att köpa in och hyra ut fordon till trafikutövare. Sedan dess har Adtranz sålt sin andel i företaget och flera regionala kollektivtrafikmyndigheter har gått in som delägare. Transitios bildande var en del av Adtranz satsning på tågtypen Regina. Regina började i trafik 18 januari 2001.
Ett Reginatåg användes som provtåg vid forskningsprojektet Gröna tåget. Gröna tåget satte flera nya hastighetsrekord för järnväg i Sverige. Juli 2007 kom det upp i 282 km/h mellan Skövde och Töreboda. Juli året därpå körde det i 295 km/h på samma sträcka. 14 september samma år satte Gröna tåget ännu ett nytt rekord, 303 km/h även detta på sträckan Skövde–Töreboda.
2001 öppnades Landskrona–Helsingborg, en del av Västkustbanan, för trafik. Ystad–Simrishamn elektrifierades 2003. Det nya tvåvåningståget X40 togs i trafik 2005. Norska NSB och SJ ingick maj 2000 ett avtal för att utveckla gränsöverskridande trafik på sträckorna Stockholm–Oslo och Oslo–Göteborg–Köpenhamn. För detta ändamål bildades bolaget Linx. Trafiken Stockholm–Oslo var inledningsvis bra men utkonkurrerades 2003 av lågprisflyget. Verksamheten lades ned vid årsskiftet 2004/2005.
2006 fanns 11 481 kilometer spår varav 9 400 kilometer av dessa var elektrifierade. Konkurrens på spåren, det vill säga att tillåta valfri tågoperatör att bedriva kommersiell tågdrift, infördes för persontrafik mellan 2006 och 2010. Först att etablera sig på marknaden blev Veolia, sedermera Snälltåget. I mars 2015 etablerades snabbtåget MTR Express på sträckan Stockholm-Göteborg av det Hongkong-baserade företaget MTR. Tyska Flixtrain inledde trafik på samma sträcka i maj 2021.
Botniabanan invigdes 2011. Hallandsåstunneln invigdes i december 2015 efter 23 års byggtid. Citybanan i Stockholm började byggas 2009, och invigdes 9 juli 2017. Norrbotniabanan började byggas 2018. Planerade byggprojekt är Götalandsbanan och Ostlänken. 2018 kallades järnvägsmarknaden i Sverige för världens mest avreglerade jämte Storbritanniens.

### En gemensam standard
Det svenska järnvägsnätet blev år 2000 en del i Europas kontinentala järnvägsnät genom Öresundsförbindelsen. Att länderna inom Europa har sina egna signalsystem gör gränspassager mer komplicerade då loken behöver dubbla system. För att underlätta tågförbindelser beslutades om en standard för järnvägstrafik, ERTMS inom EU.
Sveriges signalsystem från 1950-talet, med automatisering från 1980-talet har blivit föråldrat och Trafikverket förväntar sig att den nya europeiska standarden ska vara införd tills 2040-talet. Under 2010-talet infördes ERTMS på Botniabanan, Ådalsbanan, Västerdalsbanan, och Haparandabanan.

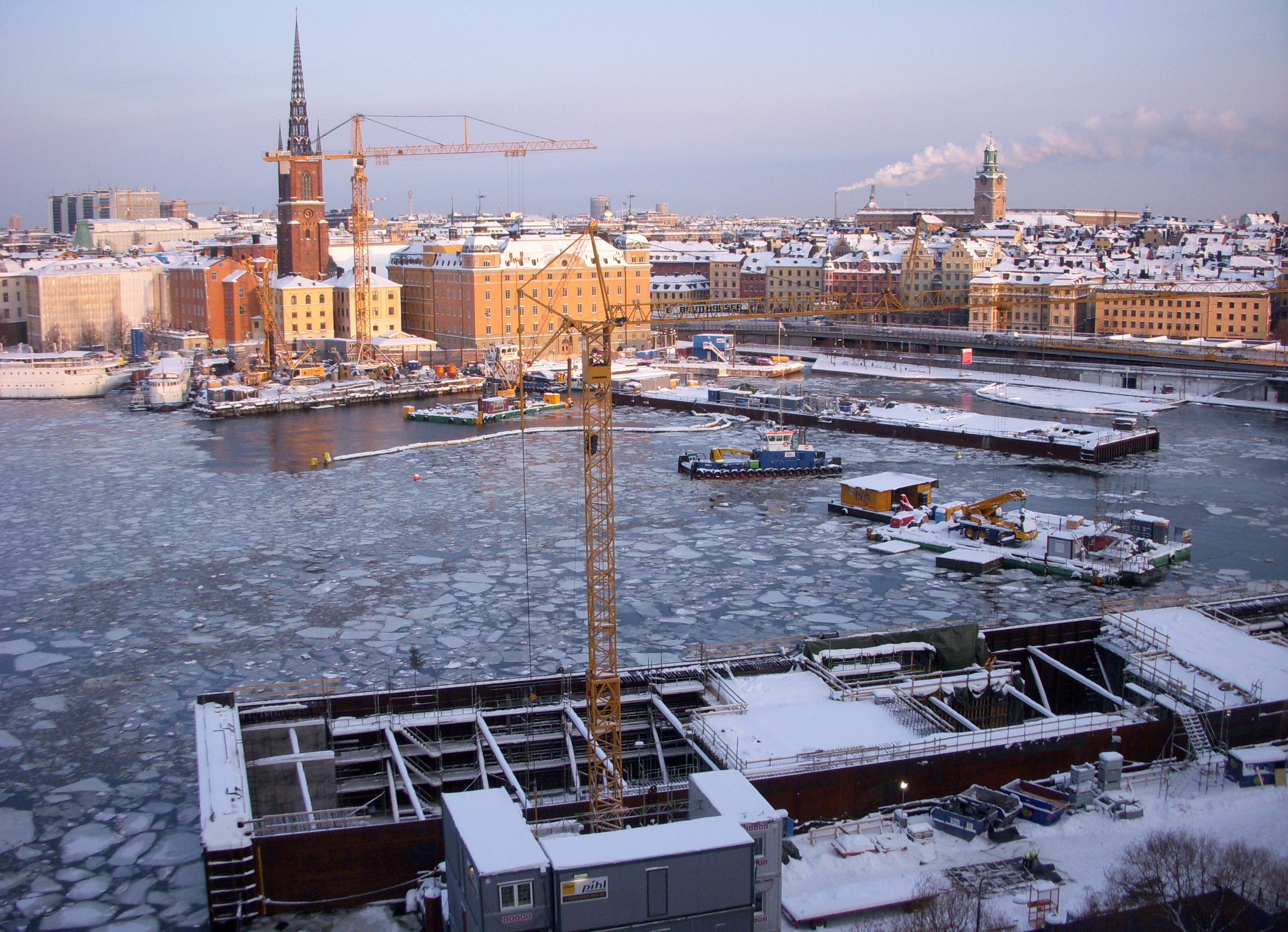
Bygget av Citybanan i Stockholm.
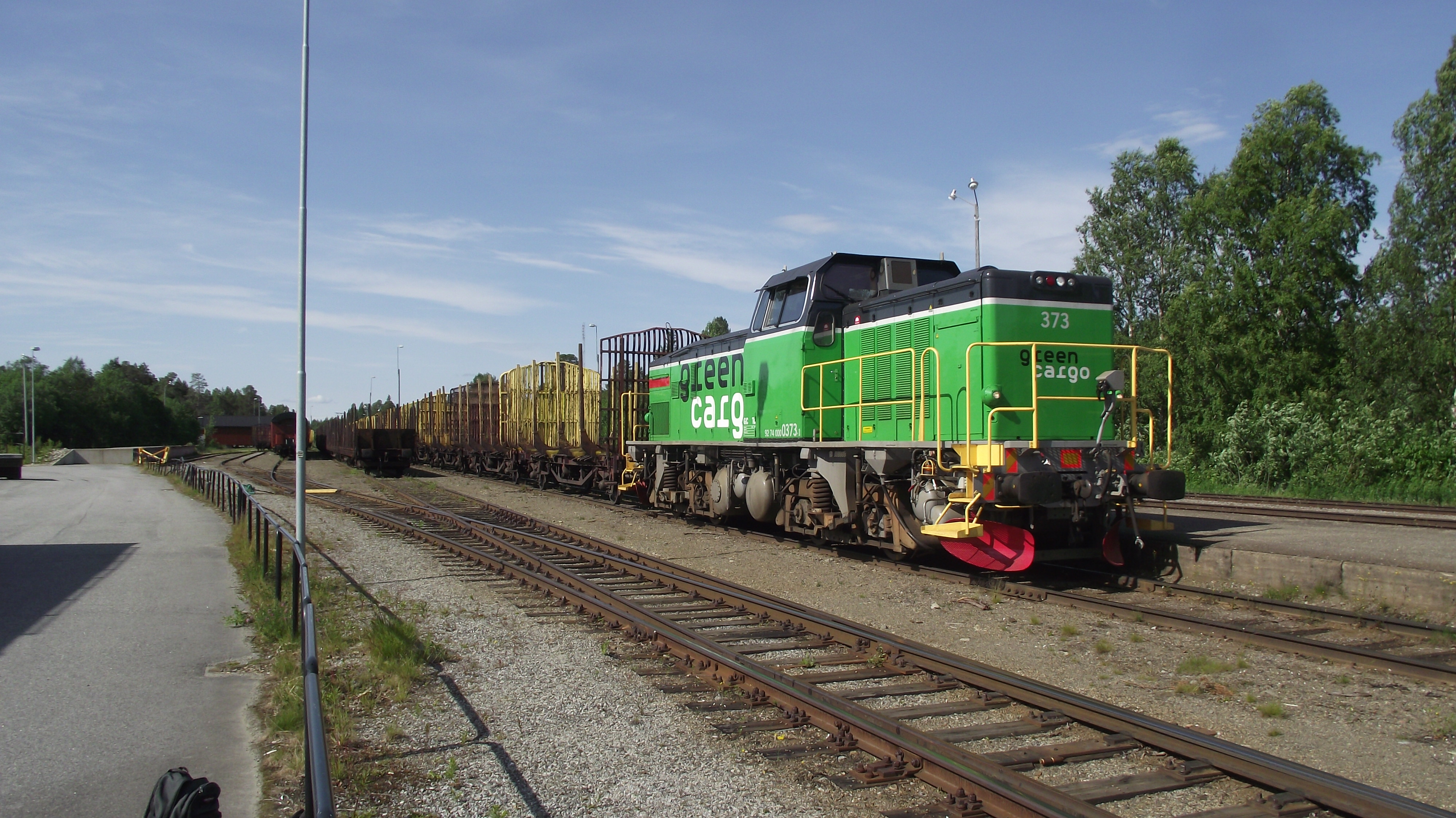
Ett tåg tillhörande Green Cargo.
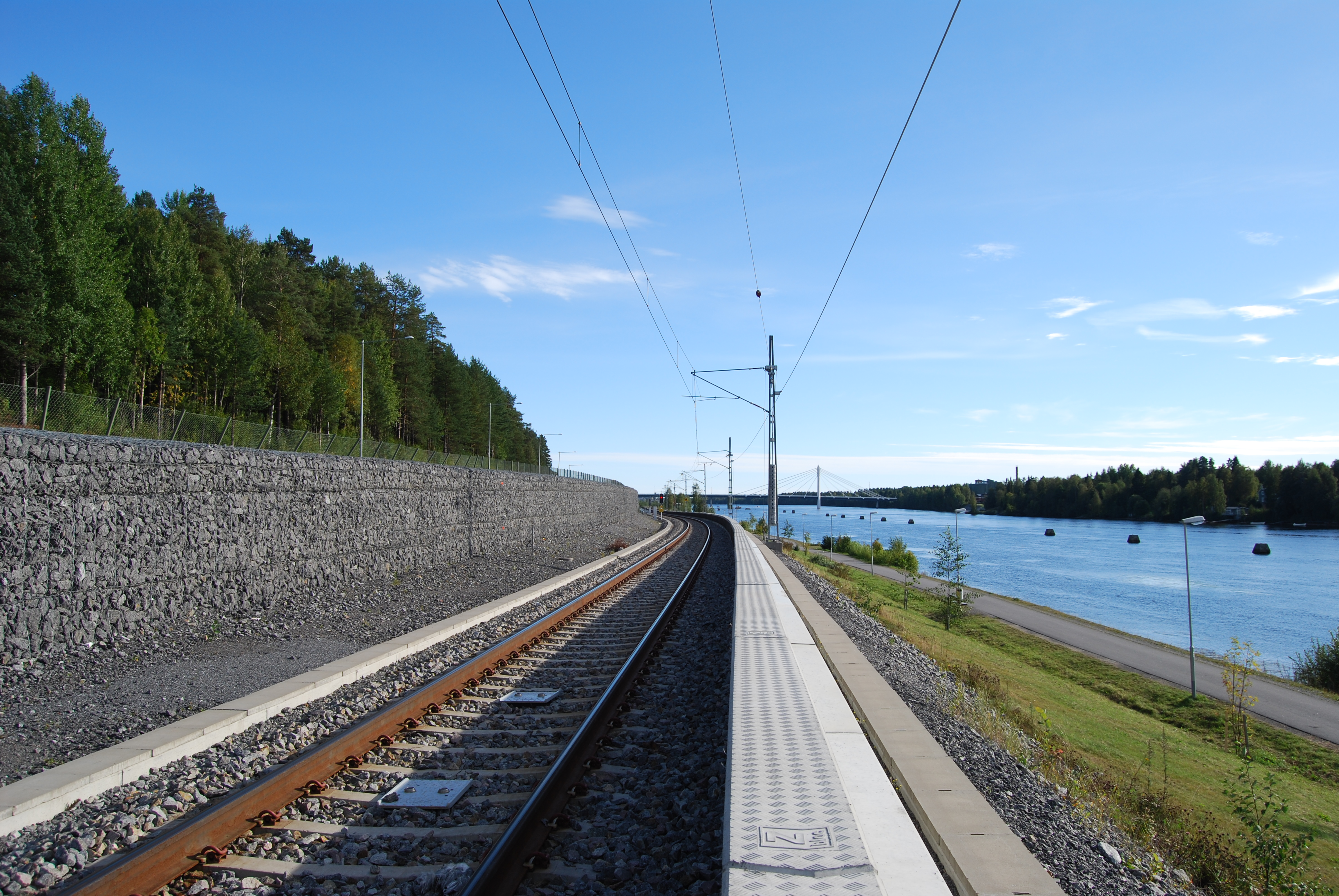
Botniabanan längs Ume älv.

### Webbkällor
- Carle, Magnus; Malmsten, Bo (2007) ( PDF), Från Hörjel till Cederschiöld – 40 års förhandlingar mellan staten och regionen, Regionplane- och trafikkontoret, Stockholms läns landsting, ISBN 978-91-976060-3-5, ISSN 1104-6104, arkiverad från ursprungsadressen  den 11 augusti 2021, https://web.archive.org/web/20210811070948/http://www.rufs.se/globalassets/h.-publikationer/2007-4_r_horjel_cederschiold.pdf, läst 7 september 2021
- Fröidh, Oskar (2003). ”Svealandsbanan de första åren : Rapport från ett forskningsprojekt om tågtrafikens effekter på resandet” ( PDF). Arkiverad från originalet den 19 augusti 2021. https://web.archive.org/web/20210819121412/https://www.kth.se/polopoly_fs/1.87159.1550155237%21/Menu/general/column-content/attachment/Svea12sid.pdf. Läst 20 augusti 2021.
- Nelldal, Bo-Lennart (2006) ( PDF), Nya fordon 1981–2006, ISBN 978-91-85539-09-3, ISSN 1653-4484, arkiverad från ursprungsadressen  den 28 augusti 2021, https://web.archive.org/web/20210828031120/https://www.kth.se/polopoly_fs/1.87091.1550157666%21/Menu/general/column-content/attachment/06_003RR_broschyr.pdf, läst 28 augusti 2021